# Canal de Saint Bonnet
 (novembre 2019).
Si vous disposez d'ouvrages ou d'articles de référence ou si vous connaissez des sites web de qualité traitant du thème abordé ici, merci de compléter l'article en donnant les références utiles à sa vérifiabilité et en les liant à la section « Notes et références ».

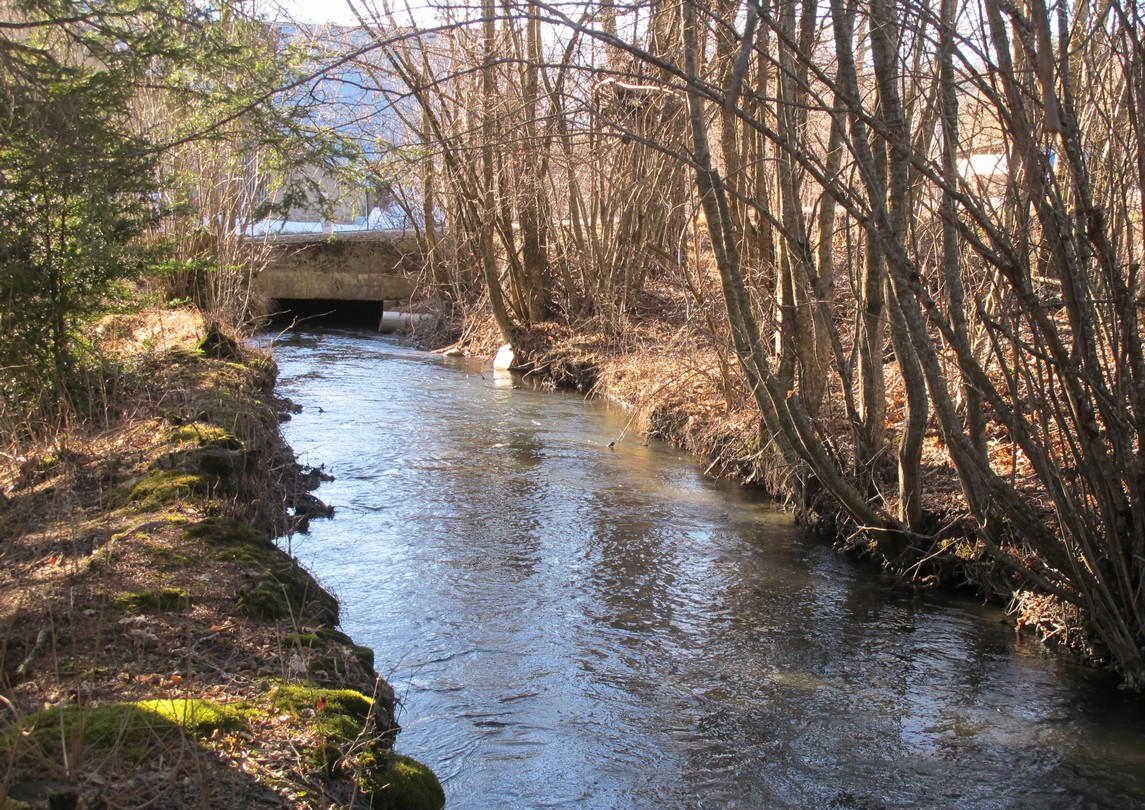
Le canal à Chabottes

Le canal de Saint Bonnet est un canal d'irrigation qui dérive les eaux du Drac, du torrent du Buissard et du Riou Maffren pour l'alimentation d'une micro-centrale (8 mois de l'année, d'octobre à mai) et pour irriguer le périmètre agricole de l'union des Associations syndicales agréées (ASA) de Saint-Bonnet-en-Champsaur (les 4 autres mois de l'année).
La prise d'eau du Drac se trouve sur au pied de Chabottones (commune de Saint-Jean-Saint-Nicolas) et est composée d'une déviation directe sans ouvrage dans le lit du Drac et un drainage profond constitué par environ 700 mètres de buses non jointes. Le canal passe au pied de Chabottes, de Buissard, de Saint-Julien-en-Champsaur, et se termine au pied de Saint-Bonnet.